# Ernesto de Albuquerque
Ernesto de Albuquerque (Lisboa, 19 de setembro de 1883 - Rio de Janeiro, 1940) foi um fotógrafo, realizador e produtor de cinema português. Apesar de ter desenvolvido vários filmes de ficção, foi um dos primeiros e mais produtivos documentaristas portugueses do seu tempo.

## Biografia
Nascido a 19 de setembro de 1883, em Lisboa, Ernesto Januário Gualdino de Sousa Albuquerque e Cunha iniciou a sua carreira como fotógrafo profissional, expandindo o seu empreendimento da fotografia para o cinema em 1908, quando se estreiou como produtor e realizador. Tinha laboratório próprio. Trabalhou para a Empresa Internacional de Cinematografia em 1916 e realizou obras de ficção entre 1916 e 1923. Radicou-se para o Brasil em 1924.
No género do documentário é referido como o autor do primeiro filme português de temática colonial (A Cultura do Cacau, em São Tomé e Príncipe). Filmou, entre outros documentários importantes, a participação portuguesa na Primeira Grande Guerra. Realizou alguns filmes de ficção, dos quais se destacam réplicas de Charlot, com um actor conhecido como Cardo, ou os filmes de peripécias e proezas rocambolescas com Romão Gonçalves.

## Filmografia
- Cidade de Tomar (1908)
- A Cultura do Cacau (1909)
- Festa da Flor (1912)
- Presos na Penitenciária de Lisboa (1913)
- Corrida de Touros no Campo Pequeno (1915)
- Enterro de França Borges (1915)
- As Festas do 5º Aniversário da República  (1915)
- Garden Party no Estoril (1915)
- Minas de Penacova (1915)
- A Operação do Leão Marral (1915)
- Vacada em Cascais por Amadores (1915)
- Cardo as Charlot no Politeama (1916)
- Chegada de Cardo as Charlot a Lisboa (1916)
- Desafio de Foot-Ball Benfica-Sporting (1916)
- Divisão de Instrução em Tancos (1916)
- Exercícios de Infantaria, Cavalaria e Artilharia pela Divisão Militar de Tancos  (1916)
- O Grande Concurso Hípico Internacional (1916)
- Manobras Navais Portuguêsas (1916)
- Portugal na Guerra (Divisão Naval Potuguêsa] (1916)
- O Quim e o Manecas (1916)
- Os Recreios Desportivos na Amadora (1916)
- Uma Conquista de Cardo as Charlot no Jardim Zoológico de Lisboa (1916)
- Actualidades Várias  (1917)
- Campeonato de Patinagem no Rink do Sport bisboa e Benfica (1917)
- O Campeonato de ténis na Laranjeiras (1917)
- Concurso Hípico de 1917 (1917)
- Corrida Automobilística ao Norte de Portugal (1917)
- Corrida de Touros em Algés pelos Estudantes de Medicina (1917)
- A Festa na Amadora (1917)
- A Revolução em Lisboa (1917)
- A Venda da Flor (1917)
- A Vida na Penitenciária de Lisboa (1917)
- Pratas, o Conquistador (1917)
- Romão, Chauffeur e Mártir (1920)
- Romão Gonçalves, Boxeur e Atleta (1920)
- A Velha Gaiteira (1921)
- O Condenado (1921)
- O Rei da Força (1922)
- O Groom do Ritz (1923)
- A Morgadinha de Val-Flor (1923)
- O Suicida da Boca do Inferno (1923)

## Cardo
Segundo José de Matos-Cruz na página web Imaginário:
| “ | Actor cómico e sósia da criatura popularizada por Charles Chaplin, Cardo as Charlot esteve em Portugal com a sua troupe, em 1916, conforme registos fílmicos da época, Chegada de Cardo as Charlot a Lisboa e Uma Conquista de Cardo as Charlot no Jardim Zoológico de Lisboa, manivelados por Ernesto de Albuquerque, e Cardo as Charlot no Politeama, com motivos promocionais àquele Teatro. Mas, quem era Cardo as Charlot? Personalidade arredia de qualquer enciclopédia, encontra-se abundante material nos jornais referenciando a sua permanência na capital, entre Agosto e Novembro de 1916, seguindo depois para a província. Muitos desses elementos estão deturpados, chegando-se mesmo a designá-lo como «o célebre cómico inglês Chaplin». Cardo sempre os rejeitou, colocando a ênfase da sua protagonização sobre a própria figura de Charlot, que afirma ter apresentado em palco doze anos antes de Chaplin o levar ao cinema, em números com que percorreu a Inglaterra, Alemanha, França ou Rússia. Finamente, por 1914, debutou no Salão Doré em Barcelona, onde se converteu em primeiro comediante excêntrico da empresa Studio Films. Reivindicando Charlot, Cardo pretenderia os sinais exteriores da personagem, em histrionia e truques fisionómicos - que explora habilmente, usando o bigode, modo de andar, colete, chapéu de coco, casaca e bengala, estilizados por Chaplin. Quanto a Cardo as Charlot, com Dorita Ceprano, Annie & Dick Panto, actuou no Teatro República, transitando em princípios de Setembro para o Politeama. Aqui estrearam Uma Conquista de Cardo as Charlot no Jardim Zoológico de Lisboa e Cardo as Charlot no Politeama, tal como a Chegada de Cardo as Charlot a Lisboa se exibira em Agosto no República. | ” |

Cardo era representado pelo ator argentino Héctor Quintanilla.